# Raoul Nordling

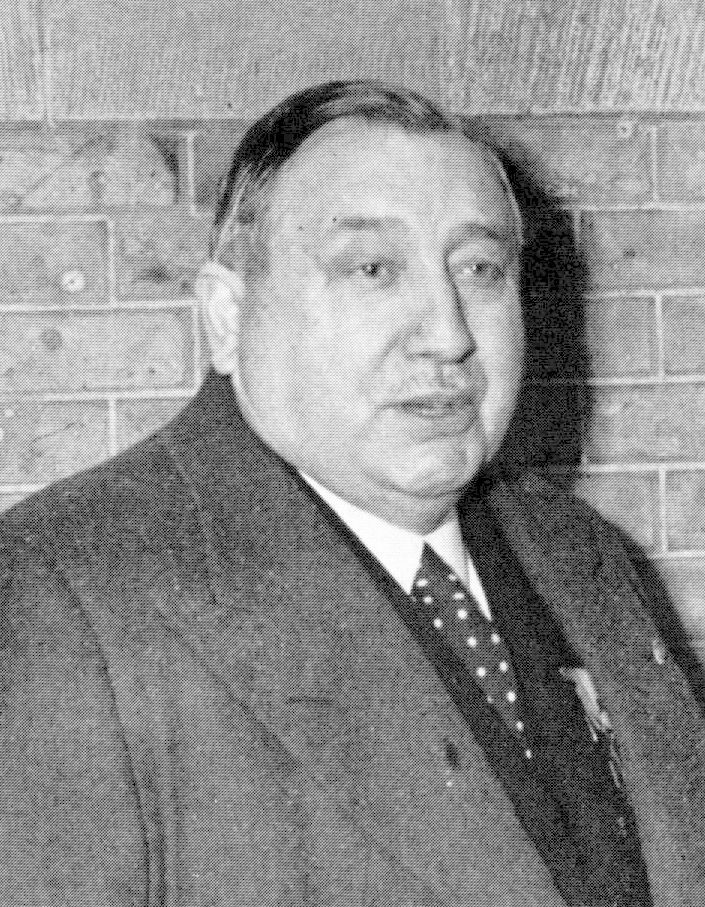
Raoul Nordling

Raoul Nils André Nordling (* 11. November 1882 in Paris; † 1. Oktober 1962 in Neuilly-sur-Seine) war ein schwedischer Diplomat und Geschäftsmann.

## Leben
Raoul Nordling besuchte das Pariser Traditionsgymnasium Lycée Janson de Sailly und trat in die Firma seines Vaters ein. Von ihm übernahm er auch das Amt des Generalkonsuls.
Bei der Befreiung von Paris 1944 vermittelte Nordling zwischen der französischen Résistance und dem deutschen Stadtkommandanten General Dietrich von Choltitz. Er war damals Generalkonsul Schwedens in Paris. Das Ergebnis der Verhandlungen war, dass die von Adolf Hitler befohlene Zerstörung von Paris verhindert werden konnte. Für seine Verdienste wurde er 1949 mit dem Croix de Guerre und 1958 mit dem Großkreuz der Ehrenlegion ausgezeichnet.

## Filmische Rezeption

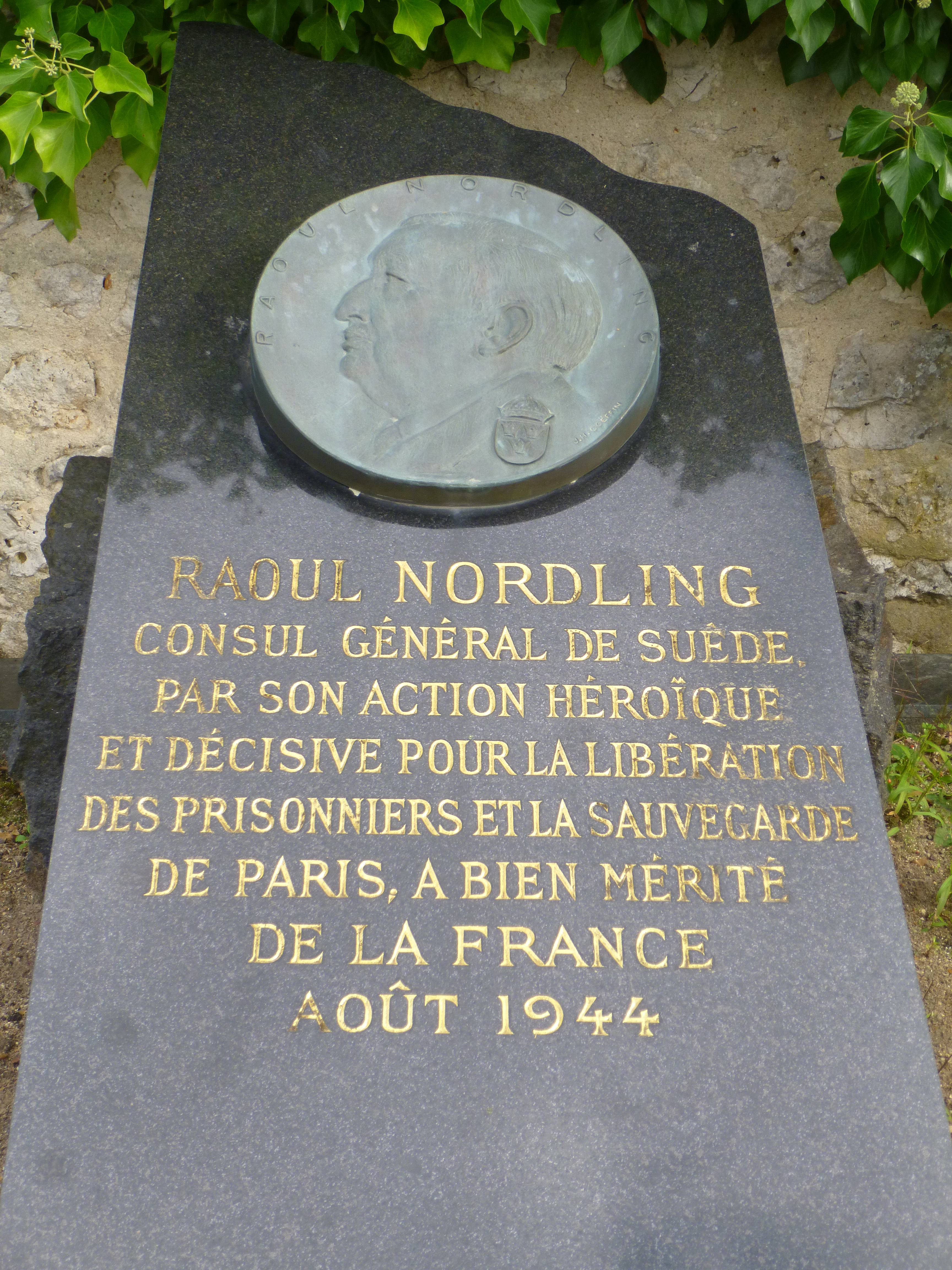
Grab von Raoul Nordling in Cepoy

Im Film Diplomatie von 2014 wird Nordling von André Dussollier dargestellt. Bereits 1966 wurde Brennt Paris? gedreht mit Orson Welles in der Rolle des Diplomaten.

## Autobiographie
- (mit Victor Vinde): Sauver Paris. Mémoires du consul de Suède, 1905–1944. Éditions Payot & Rivages, Paris 2012, ISBN 978-2-228-90826-9 (französisch, Anmerkungen von Fabrice Virgili[7]).